# Josine Koning
Josine Koning (Amersfoort, 2 de septiembre de 1995) es una jugadora holandesa de hockey sobre césped.

## Trayectoria
Koning tuvo su primera participación olímpica en Tokio 2020. En el certamen derrotó a Argentina en la final y consiguió la medalla de oro.